# Ciruelos de Cervera
Ciruelos de Cervera è un comune spagnolo di 110 abitanti situato nella comunità autonoma di Castiglia e León.